# (6163) Reimers
(6163) Reimers (1977 FT) – planetoida z pasa głównego asteroid okrążająca Słońce w ciągu 2,68 lat w średniej odległości 1,93 j.a. Odkryta 16 marca 1977 roku.